# Karl Czernetz
Karl Czernetz (* 12. Februar 1910 in Wien, Österreich-Ungarn; † 3. August 1978 in Wien) war österreichischer Politiker (Internationaler Sekretär der SPÖ) sowie Funktionär der Auslandsvertretung der österreichischen Sozialisten (AVOES).

## Biographie

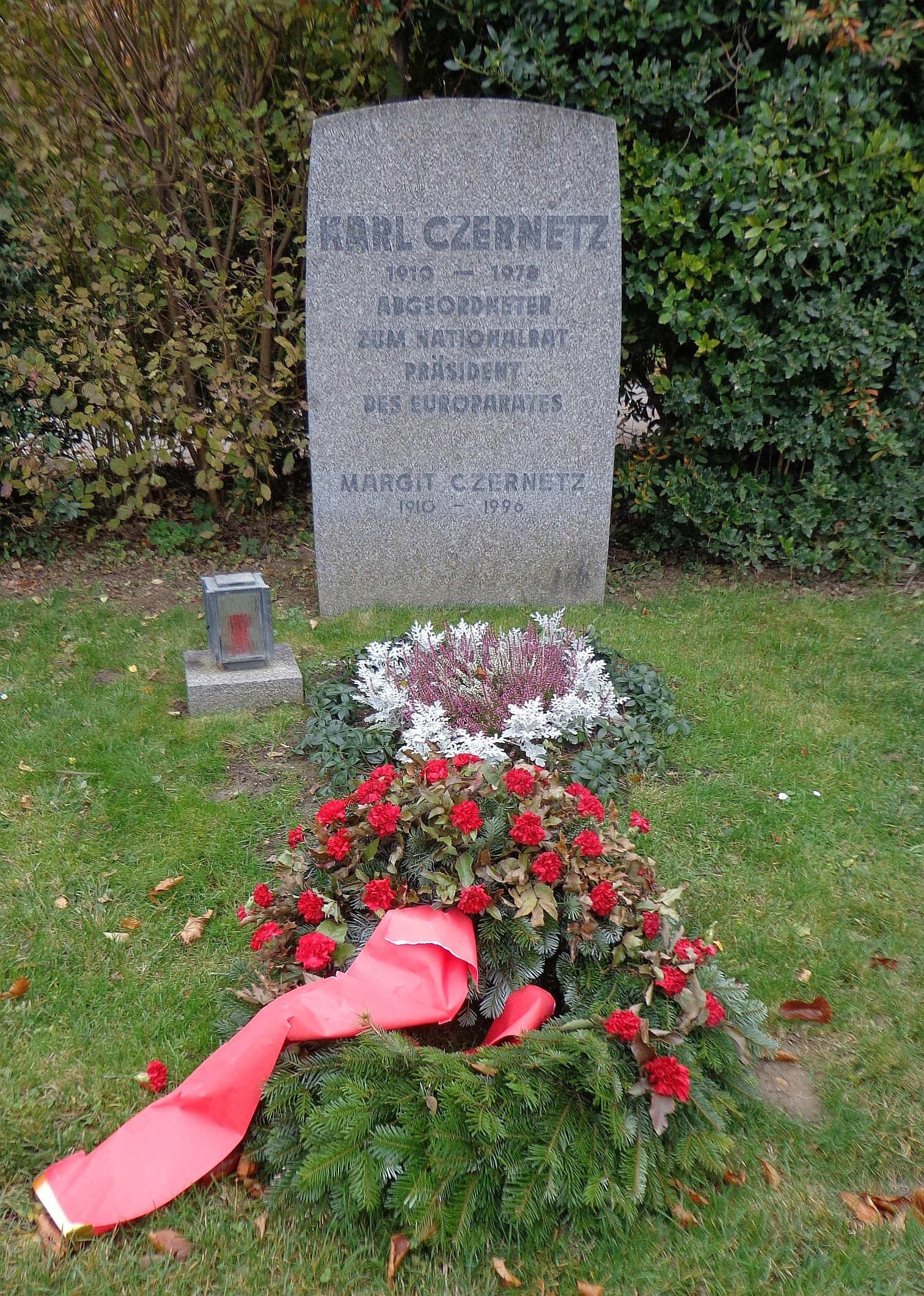
Wiener Zentralfriedhof – Ehrengrab von Karl Czernetz

Karl Czernetz war ab 1924 in der Sozialdemokratischen Partei (SDAP) politisch aktiv, während er noch die Graphische Lehr- und Versuchsanstalt (Ausbildung zum Fotografen) in Wien besuchte. Er begann in der Ersten Republik als Bildungsreferent der Sozialistischen Arbeiterjugend (SAJ) in der Leopoldstadt, dem 2. Wiener Gemeindebezirk. Nach dem Verbot der SDAP im Jahr 1934 setzte er seine politische Tätigkeit bei den illegalen Revolutionären Sozialisten (R.S.) fort und wurde im „Ständestaat“ mehrmals verhaftet.
Nach dem „Anschluss“ Österreichs flüchtete er 1938 nach Paris und lebte dann von 1939 bis 1945 in London. Dort betrieb er als Mitglied der Auslandsvertretung der österreichischen Sozialisten (AVOES) gemeinsam mit Oscar Pollak das London Bureau als Parteigeschäftsstelle der AVOES und gestaltete die österreichische Exilpolitik entscheidend mit (Details siehe unter AVOES). 1939 heiratete er in London seine Frau Margit.
Nach dem Krieg kehrte Czernetz mit seiner Frau nach Österreich zurück und war seit 1946 Mitglied des Bundesparteivorstandes der SPÖ. Er übernahm die Leitung des neu geschaffenen Schulungsreferates der SPÖ, das 1948 unter seiner Leitung zur Sozialistischen Bildungszentrale erweitert wurde. Er leitete auch das Bildungsreferat der SPÖ Wien und die Wiener Parteischule. Dann fungierte er als Internationaler Sekretär der SPÖ.
Czernetz war neben seiner Tätigkeit als Abgeordneter zum Nationalrat (neun Gesetzgebungsperioden von November 1949 bis zu seinem Tod) auch auf europäischer Ebene aktiv: 1952–1955 fungierte er als österreichischer Beobachter beim Europarat, von 1956 bis zu seinem Tod als österreichischer Delegierter in der Parlamentarischen Versammlung des Europarates; von 1975 bis zu seinem Tod war er Präsident dieser Versammlung.
Von 1963 bis zu seinem Tod war er Chefredakteur der SPÖ-Monatszeitschrift „Die Zukunft“, was seinen Ruf als „Parteiideologe“ festigte.

## Auszeichnungen
1960 erhielt er das Große Silberne Ehrenzeichen für Verdienste um die Republik Österreich und 1973 wurde er mit dem Professorentitel ausgezeichnet. 1977 erhielt er das Große Goldene Ehrenzeichen am Bande für Verdienste um die Republik Österreich sowie das Ehrenzeichen für Verdienste um die Befreiung Österreichs. 1978 wurde die städtische Wohnhausanlage im 15. Wiener Bezirk, Clementinengasse 11–17, nach Czernetz benannt, 1983 der Czernetzplatz im 22. Bezirk.

## Werke
- Der Sozialismus und seine Gegner (Wien 1949).
- Vor der Entscheidung (Wien 1958).
- Österreich und die Einheit Europas (Wien 1960).
- Europa und der Frieden (Wien 1968).
- Die sozialistische Internationale – Idee und Wirklichkeit (Wien 1972).